# Фрауэнфельд (округ)
Фрауэнфельд (нем. Bezirk Frauenfeld) — округ в Швейцарии. Центр округа — город Фрауэнфельд.
Округ входит в кантон Тургау. Занимает площадь 279,61 км². Население 69 083 человека (на 31 декабря 2019 года). Официальный код — 2004.

## Коммуны округа
| Герб                  | Коммуна               | Оригинальное название   | Население (2019) | Площадь (2016) |
| --------------------- | --------------------- | ----------------------- | ---------------- | -------------- |
| Базадинген-Шлаттинген | Базадинген-Шлаттинген | Basadingen-Schlattingen | 1829             | 15,63          |
| Берлинген             | Берлинген             | Berlingen               | 917              | 3,58           |
| Дисенхофен            | Дисенхофен            | Diessenhofen            | 4042             | 10,08          |
| Эшенц                 | Эшенц                 | Eschenz                 | 1832             | 12,00          |
| Фельбен-Вельхаузен    | Фельбен-Вельхаузен    | Felben-Wellhausen       | 2869             | 7,38           |
| Фрауэнфельд           | Фрауэнфельд           | Frauenfeld              | 25 781           | 27,35          |
| Гахнанг               | Гахнанг               | Gachnang                | 4455             | 9,74           |
| Хердерн               | Хердерн               | Herdern                 | 1115             | 13,73          |
| Хомбург               | Хомбург               | Homburg                 | 1542             | 24,13          |
| Хютлинген             | Хютлинген             | Hüttlingen              | 842              | 11,60          |
| Хютвилен              | Хютвилен              | Hüttwilen               | 1773             | 17,66          |
| Маммерн               | Маммерн               | Mammern                 | 659              | 5,45           |
| Матцинген             | Матцинген             | Matzingen               | 2967             | 7,68           |
| Мюльхайм              | Мюльхайм              | Müllheim                | 3003             | 8,74           |
| Нойнфорн              | Нойнфорн              | Neunforn                | 1048             | 11,36          |
| Пфин                  | Пфин                  | Pfyn                    | 2071             | 13,14          |
| Шлат                  | Шлат                  | Schlatt                 | 1777             | 15,54          |
| Штекборн              | Штекборн              | Steckborn               | 3746             | 8,77           |
| Штетфурт              | Штетфурт              | Stettfurt               | 1224             | 6,37           |
| Тундорф               | Тундорф               | Thundorf                | 1488             | 15,62          |
| Ислинген-Бух          | Ислинген-Бух          | Uesslingen-Buch         | 1084             | 14,03          |
| Вагенхаузен           | Вагенхаузен           | Wagenhausen             | 1713             | 11,82          |
| Варт-Вайнинген        | Варт-Вайнинген        | Warth-Weiningen         | 1333             | 8,21           |
|                       | Итого (23)            | Итого (23)              | 69 083           | 279,61         |

1 января 2011 года были переподчинены коммуны:
- Адорф из округа Фрауэнфельд в округ Мюнхвилен,
- Берлинген, Эшенц, Хердерн, Хомбург, Хютвилен, Маммерн, Мюльхайм, Пфин, Штекборн, Вагенхаузен из упразднённого округа Штекборн в округ Фрауэнфельд,
- Базадинген-Шлаттинген, Дисенхофен, Шлат из упразднённого округа Дисенхофен в округ Фрауэнфельд.